# ایدمر

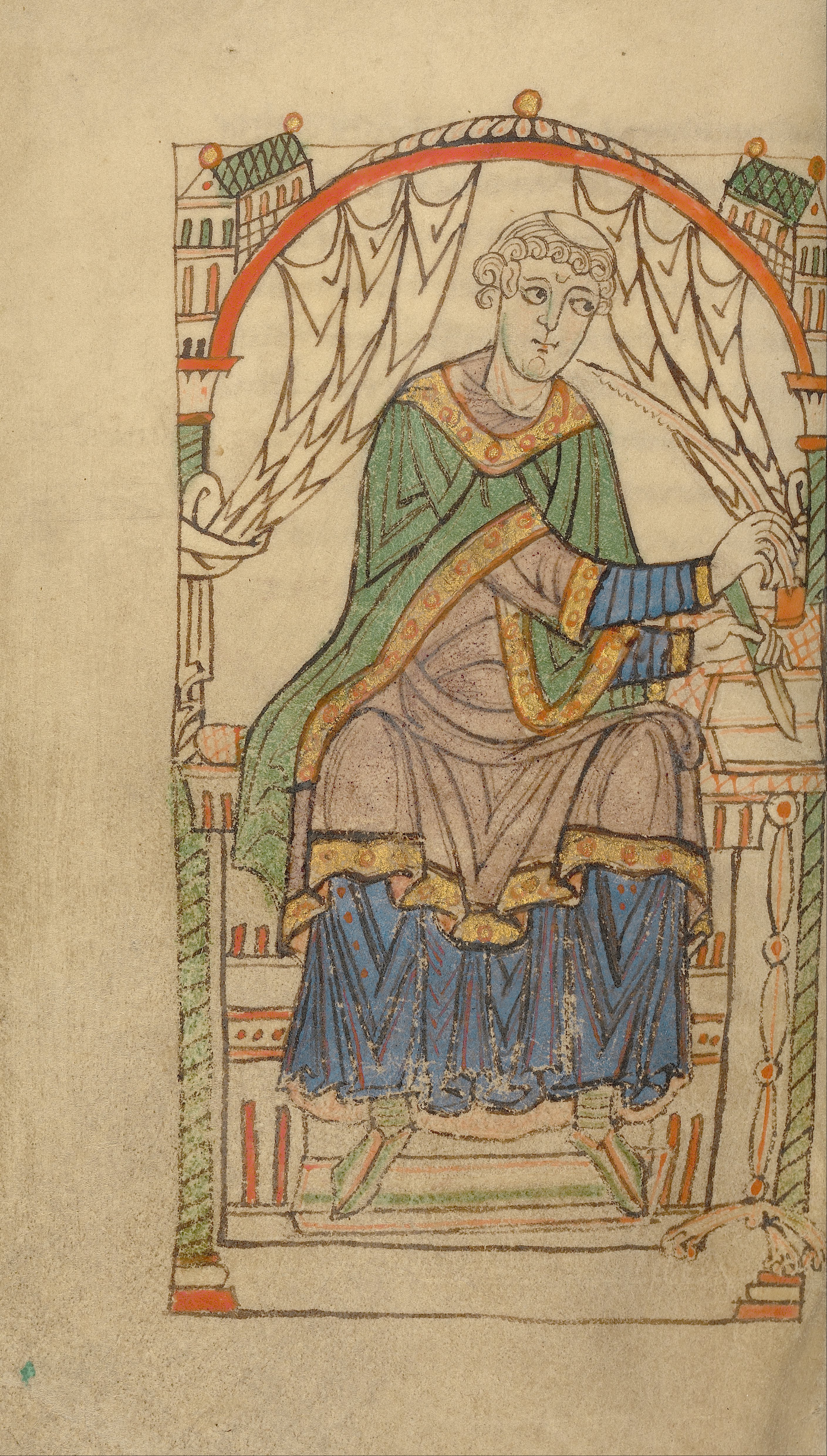
مینیاتور ایدمر (حدود ۱۱۴۰–۱۱۵۰)

ایدمر یا ادمر (ح. 1060 – ح. 1126) مورخ، متکلم و کلیسایی انگلیسی بود. او به‌خاطر زندگی‌نامه‌نویس اسقف اعظم معاصر خود و همراهانش از جمله سنت انسلم، در اثر خود به نام ویتا آنسلمی (Vita Anselmi) و به خاطر اثر دیگرش به نام تاریخ جدید آنگلیا Historia novorum in) Anglia)، شناخته شده‌است.
تاریخ‌نگاری ادمر در پشتیبانی از برتری کانتربری بر یورک نوشته شده‌است که یکی از دغدغه‌های اصلی انسلم بوده‌است.